# 김범용 (희극 배우)
김범용(1977년 11월 9일 ~ )은 대한민국의 희극인이다. 2001년 SBS 공채 6기로 웃음을 찾는 사람들의 '하우G의 어떻게?', '누구야', '내사랑 콩깍지' 등의 코너들에 출연하였다.

## 학력
- 서일대학교 레크리에이션과 (중퇴)
- 남서울대학교 산업경영공학과 (학사)

## 출연 작품

### 드라마
- 《아이두 아이두》 (MBC, 2012년) - 송하윤 역

### 방송
- MBC 《코미디에 빠지다》
- SBS 《한밤의 TV연예》
- 동아TV 《로맨틱 아일랜드》
- MBC every1 《시골에서 자자》
- KBS joy《막무가내쇼 시즌 1》
- TBS TV 《컬투 패밀리의 개그歌Yo!》
- MBC 《코미디쇼 웃으면 복이와요》
- KMTV 《신 온더로드》
- SBS 《오 해피데이》
- KBS2 《쇼! 행운열차》
- SBS 《웃찾사 시즌 1》
- KBSN 《스페셜 닥터V》

### 라디오
- SBS 러브FM 《라디오 웃찾사》 DJ
- 경기방송 《대한민국 라디오》 DJ
- SBS 러브FM 《두시탈출 컬투쇼》

## 홍보대사
- 2006년 월드투게더 홍보대사
- 2008년 서구노인복지관 홍보대사